# Вер (Ду)
Вер (фр. Vaire) — муніципалітет у Франції, у регіоні Бургундія-Франш-Конте, департамент Ду. Вер утворено 1 червня 2016 року шляхом злиття муніципалітетів Вер-Арсьє i Вер-ле-Петі. Адміністративним центром муніципалітету є Вер-Арсьє. Населення — 800 осіб (01.01.2021).